# Wasserauen

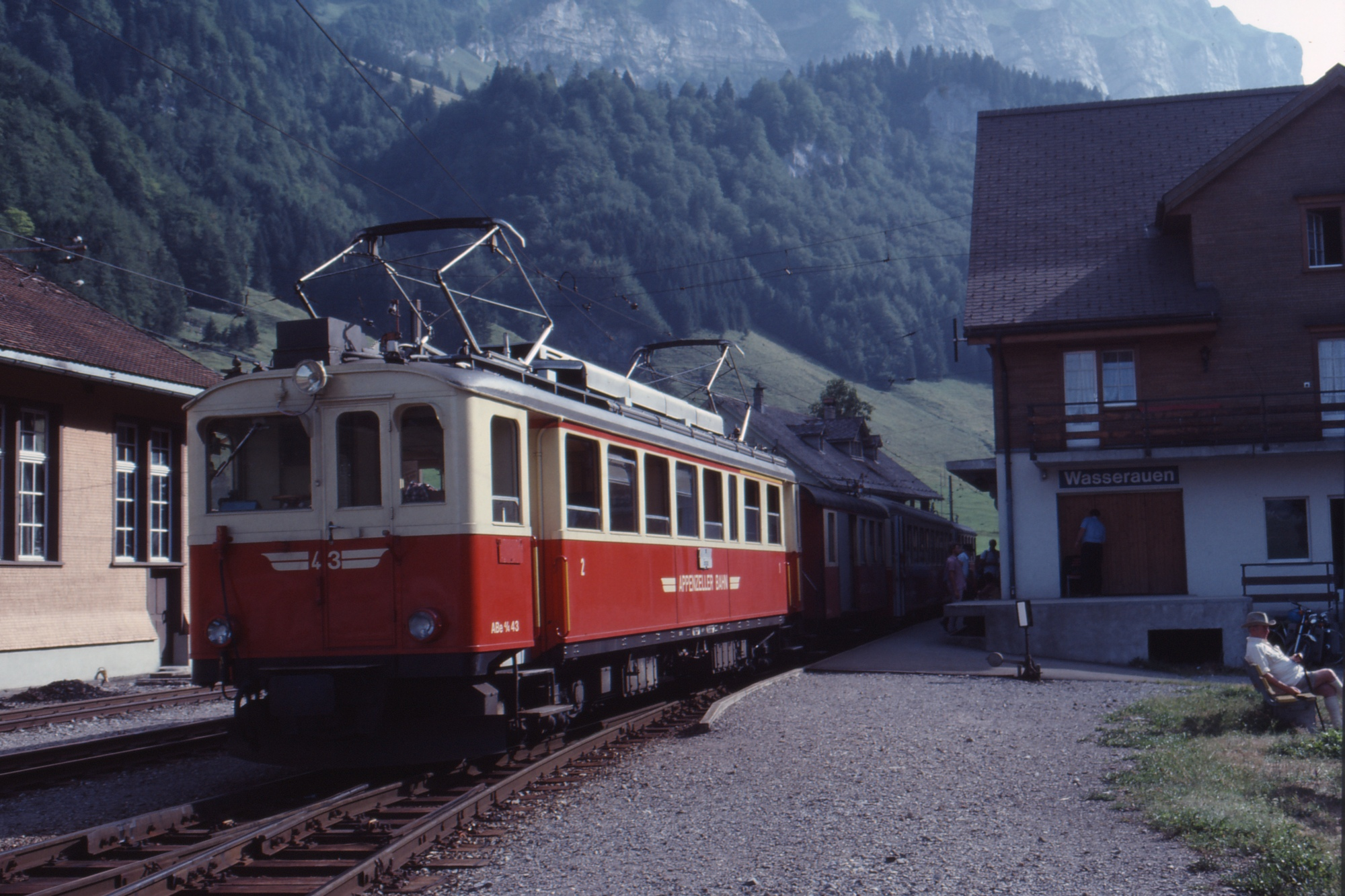
Estación de Wasserauen

Wasserauen es una localidad perteneciente a la comuna suiza de Schwende, en el Cantón de Appenzell Rodas Interiores.
Cuenta con la estación ferroviaria término de la línea Gossau - Herisau - Appenzell - Wasserauen, cuyo tramo Appenzell - Wasserauen se puso en servicio en 1912, y con la estación inferior del teleférico que comunica a Wasserauen con Ebenalp.
La localidad apenas cuenta con habitantes, puesto que se limita a las dos estaciones (ferrocarril y teleférico), y un aparcamiento para dar servicio a estas.
Existe una pequeña central hidroeléctrica.